# Wieczysta Kraków
Klub Sportowy Wieczysta Kraków – krakowski klub sportowy z osiedla Wieczysta założony w 1942 roku, od sezonu 2025/2026 występujący w I lidze.

## Historia

### Historia w XX wieku
Początki zorganizowanej działalności sportowej na Wieczystej, będącej ówcześnie przysiółkiem podkrakowskiej wsi Rakowice, datuje się na rok 1936. Wtedy to mieszkańcy zawiązali drużynę – Wieczyszczankę. Drużyna nie została zrzeszona w ramach lokalnych struktur i rozgrywała jedynie spotkania towarzyskie. Ze względu na brak materialnego oraz finansowego zaplecza Wieczyszczanka zakończyła działalność po około roku istnienia.
Kolejną próbą stworzenia struktur na terenie Wieczystej była podjęta w latach 1938–1939 reaktywacji drużyny piłkarskiej pod nazwą Ostoja. Podobnie jak i Wieczyszczanka, tak i Ostoja pozostawała drużyną niezarejestrowaną w Związku Piłki Nożnej. Funkcjonowanie klubu zakończył wybuch II wojny światowej.
W czasach okupacji niemieckiej zakazane było pod groźbą surowych represji organizowanie spotkań piłkarskich. Z uwagi na fakt, że rakowickie łąki znajdowały się na uboczu Krakowa rozgrywano tam potajemnie zawody piłkarskie, a lokalna społeczność, z inicjatywy Edwarda Ignaszewskiego, pomimo trudnych czasów, postanowiła zawiązać klub sportowy.

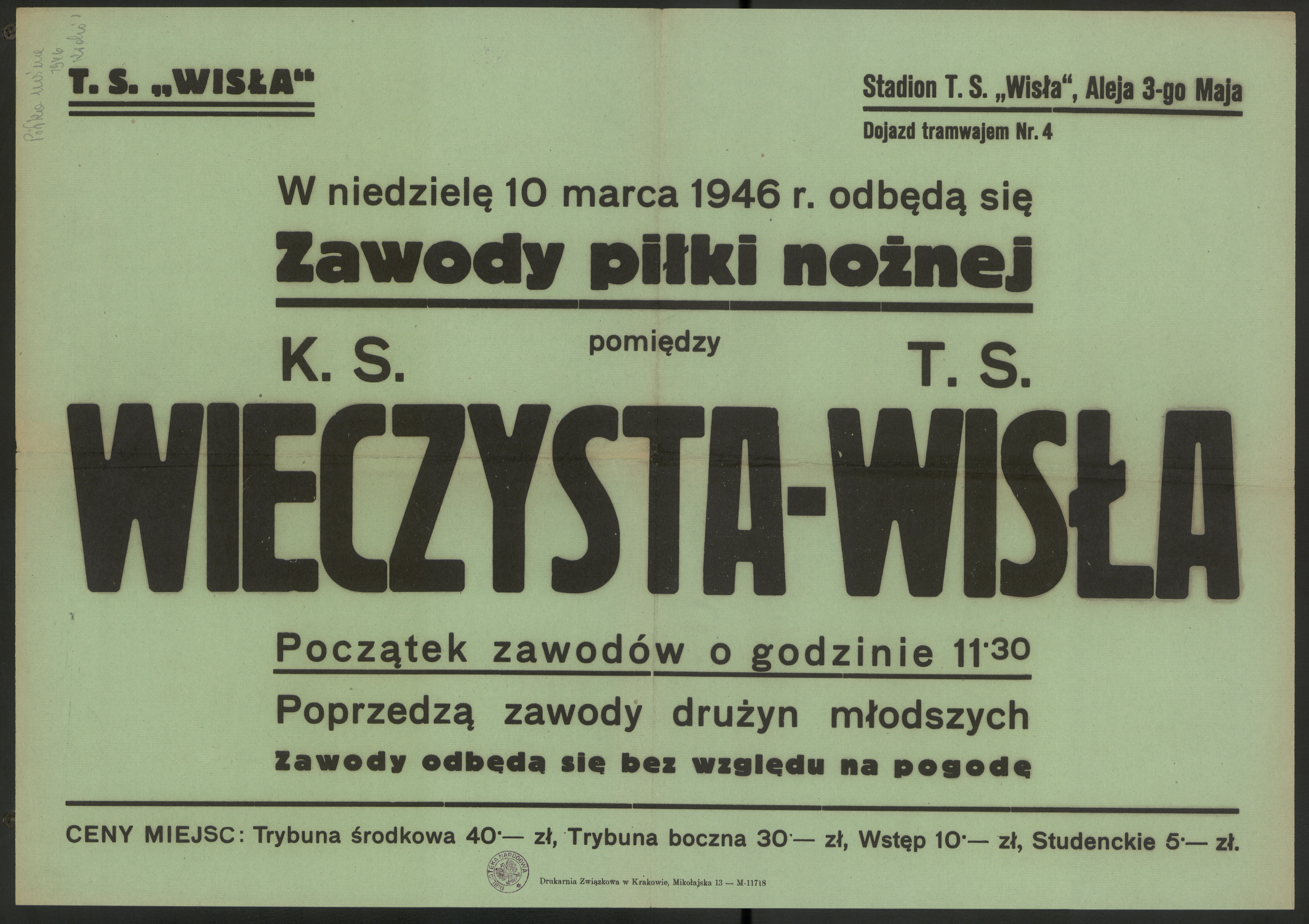
Afisz meczu Wieczysta - Wisła, 10 marca 1946 roku

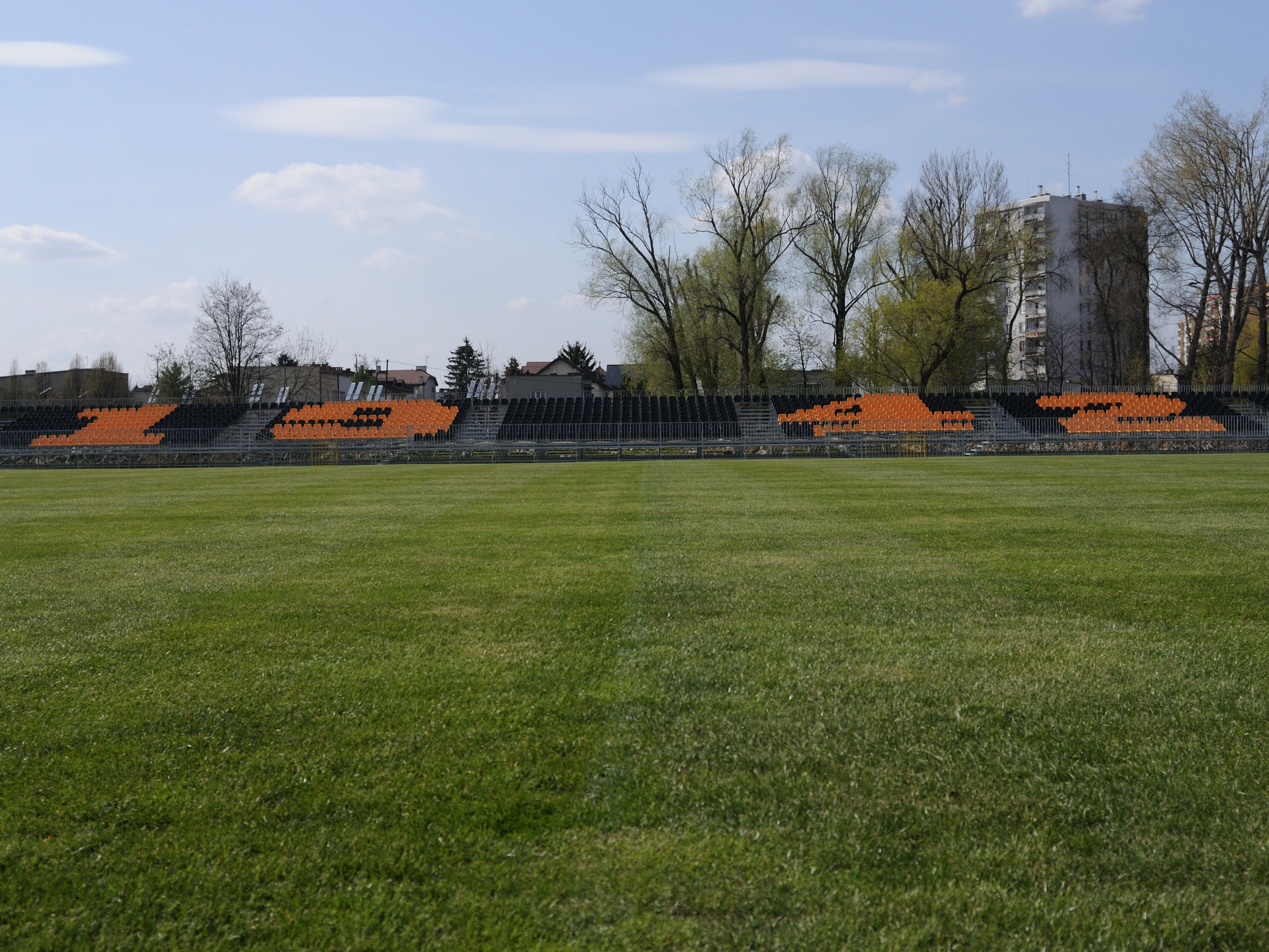
Trybuna stadionu KS Wieczysta

W latach 50. i w pierwszej połowie lat 60. zespół balansował pomiędzy rozgrywkami klasy B oraz klasy A na szczeblu okręgowym. Pewną odmianę przyniósł rok 1966, kiedy to w wyniku reorganizacji rozgrywek utworzona została III Liga ogólnopolska z podziałem na regiony. W wyniku tych organizacyjnych roszad Wieczysta została włączona w skład Ligi Okręgowej. Występy na tak wysokim szczeblu nie trwały jednak długo. W 1968 r. drużyna spadła do klasy A, a rok później znowu spadła o kolejną klasę niżej. Następne lata przyniosły sportową stabilizację w postaci regularnych występów na poziomie wyższym okręgowym.

### Początek XXI wieku: między IV ligą a klasą A
Początek nowego stulecia to dla klubu występy na szczeblu wojewódzkim na czwartym poziomie rozgrywkowym. Przygoda z IV ligą nie trwała jednak długo, ponieważ w 2003 roku drużyna, zajmując ostatnie miejsce, została relegowana do ligi okręgowej. Przez ponad dekadę sytuacja ta utrzymywała się, a Wieczysta regularnie zajmowała pozycje w środkowej części tabeli. W sezonie 2014/2015 KS Wieczysta zajęła przedostatnie miejsce w lidze okręgowej, spadając tym samym do A klasy. Pobyt na tak niskim szczeblu nie trwał jednak długo. W drugim sezonie udało się wywalczyć awans do klasy okręgowej.

### 2020–2022: nowe otwarcie, Wieczysta idzie w górę
Głośno o Wieczystej zrobiło się w czerwcu 2020 roku, kiedy spory kapitał w klub zdecydował się zainwestować biznesmen Wojciech Kwiecień.
W sezonie 2020/2021 Wieczysta Kraków pod wodzą Przemysława Cecherza wygrała wszystkie 28 meczów w sezonie i z bilansem bramkowym 216:8 wywalczyła awans do IV ligi. Dołożyła również do tego zdobycie Pucharu Polski na szczeblu krakowskim (w finale pokonując 4:0 Cracovię II) oraz Puchar Polski okręgu małopolskiego (po finałowym zwycięstwie 4:0 z Popradem Muszyna.
W 2021 roku trenerem zespołu został Franciszek Smuda, a wcześniej w drużynie grali m.in. byli reprezentanci Polski Sławomir Peszko i Radosław Majewski.
W sezonie 2021/2022 Wieczysta osiągnęła swój największy sukces w historii jej występów w Pucharze Polski, dochodząc do 1/16 finału – wcześniej wygrywając puchar na szczeblu małopolskim i pokonując I-ligowego Chrobrego Głogów w pierwszej rundzie szczebla centralnego. Na drodze Wieczystej do finału stanęła Garbarnia Kraków, która pokonała zespół Smudy 5:0. Sezon ligowy klub zakończył na pierwszym miejscu w IV lidze, grupie małopolskiej zachodniej, i zakwalifikował się do baraży o udział w III lidze, grupie IV, w których zmierzył się z Bruk-Betem Termalica II Nieciecza (wygrane 4:0 i 3:0). Dodatkowo, Wieczysta zwyciężyła ten sam klub w finale Pucharu Polski na szczeblu Małopolskiego Związku Piłki Nożnej, zdobywając to trofeum drugi rok z rzędu.

### 2022–2025: awans do III ligi, rozczarowanie w pierwszym sezonie i sukces w następnym
Sezon 2022/2023 na szczeblu III ligi Wieczysta rozpoczęła od dwóch zwycięstw, remisu i dwóch porażek. 29 sierpnia 2022 roku, po zremisowanym, domowym spotkaniu przeciwko Stali Stalowa Wola, z klubu odszedł trener Franciszek Smuda. 31 sierpnia 2022 roku Wieczysta odpadła z Pucharu Polski, przygrywając 0:2 w meczu 1. rundy przeciwko Raduni Stężyca. 6 września 2022 roku trenerem Wieczystej został Dariusz Marzec, a 22 marca 2023 roku Wojciech Łobodziński.
Jego drużyna zanotowała rozczarowującą końcówkę sezonu. Kluczowym momentem okazała się seria pięciu z sześciu meczów bez zwycięstwa, która przyczyniła się do utraty szansy na awans po przedostatniej kolejce, kiedy promocję do II ligi zapewniła sobie Stal Stalowa Wola. Sama Wieczysta została jeszcze wyprzedzona przez Avię Świdnik, spadając na trzecie miejsce w tabeli przed ostatnią kolejką III ligi. W ostatnim meczu rozczarowującego sezonu (którym nie był mecz ligowy, gdyż w ostatniej kolejce Wieczysta miała podjąć ŁKS Łagów, który wycofał się z rozgrywek), na osłodę Wieczysta zwyciężyła w finale małopolskiego Pucharu Polski Spójnię Osiek-Zimnodół 5:0, co zagwarantowało jej udział w Pucharze Polski 2023/2024 na szczeblu centralnym. 14 czerwca 2023 władze Wieczystej pożegnały się z trenerem Łobodzińskim, 15 czerwca 2023 ogłaszając zatrudnienie na to stanowisko Macieja Musiała, który podpisał roczny kontrakt.
18 września 2023 Musiał został zwolniony (5 zwycięstw, 3 porażki w III lidze), a zastąpił go zawodnik Wieczystej poprzedniego sezonu Sławomir Peszko. 18 maja 2024 – dzięki ligowej porażce wicelidera Siarki Tarnobrzeg, którą poprzedziła wygrana Wieczystej nad Świdniczanką Świdnik 1:0 – klub zapewnił sobie awans do II ligi, już na trzy kolejki przed końcem sezonu.
W sezonie 2024/2025 Wieczysta walczyła o awans do I ligi. 18 kwietnia 2025 po zremisowanym 2:2 meczu ze Świtem Szczecin Sławomir Peszko został zwolniony z funkcji trenera Wieczystej. Jego obowiązki przejął Rafał Jędrszczyk. 1 maja 2025 trenerem klubu został Przemysław Cecherz. Pod jego wodzą klub zajął 3. miejsce w tabeli, dające prawo gry w barażach o I ligę. W nich pokonała w półfinale 3:1 KKS Kalisz, a w finale wygrała 2:0 z Chojniczanką Chojnice, awansując tym samym do I ligi.

## Osiągnięcia
- Najwyższy poziom ligowy – klasa A (II poziom, 1947)[36], I liga (II poziom, od 2025)[35]
- III liga (grupa IV)
  - zwycięzca: 2023/2024[29]
- Okręgowy Puchar Polski (Kraków)
  - zwycięzca: 2019/2020, 2020/2021[8]
  - finalista 1952, 2016/2017[8]
- Wojewódzki Puchar Polski (województwo małopolskie)
  - zwycięzca: 2020/2021, 2021/2022, 2022/2023[8]
- Puchar Polski
  - 1/16 finału: 2021/2022
  - 1. runda: 2022/2023, 2023/2024[37]

## Kadra zespołu w sezonie 2024/25
Stan na 19 lipca 2025
| Nr | Poz. | Piłkarz           |
| -- | ---- | ----------------- |
| 1  | BR   | Antoni Mikułko    |
| 2  | OB   | Michał Pazdan     |
| 3  | PO   | Jacek Góralski    |
| 4  | OB   | Karol Fila        |
| 6  | OB   | Rafał Pietrzak    |
| 7  | PO   | Dijan Vukojević   |
| 8  | PO   | Tomasz Swędrowski |
| 9  | NA   | Jakub Pešek       |
| 10 | PO   | Joan Román        |
| 11 | NA   | Daniel Sandoval   |
| 12 | BR   | Kacper Podlipni   |
| 14 | OB   | Michał Koj        |
| 17 | OB   | Kamil Dankowski   |
| 19 | PO   | Michał Trąbka     |

| Nr | Poz. | Piłkarz                                      |
| -- | ---- | -------------------------------------------- |
| 20 | NA   | Chuma                                        |
| 21 | NA   | Rafael Lopes                                 |
| 23 | PO   | Petar Brlek                                  |
| 27 | NA   | Carlitos                                     |
| 28 | BR   | Kamil Soberka (wypożyczony z Górnika Zabrze) |
| 29 | PO   | Paweł Łysiak                                 |
| 30 | NA   | Jacky Donkor                                 |
| 33 | OB   | Kamil Pestka                                 |
| 44 | OB   | Dawid Szymonowicz                            |
| 66 | PO   | Jakub Wolosik                                |
| 76 | BR   | Antoni Kustra                                |
| 77 | PO   | Lisandro Semedo                              |
| 89 | OB   | Daniel Mikołajewski                          |
| 99 | NA   | Michał Feliks                                |

## Literatura
W grudniu 2022 roku premierę miała monografia klubu „Żółto-Czarni. 80 lat Klubu Sportowego Wieczysta” autorstwa Krzysztofa Baranowskiego.